# シュリラーム・ラガヴァン
シュリラーム・ラガヴァン（Sriram Raghavan、1963年6月22日 - ）は、インドの映画監督、脚本家。2004年に『Ek Hasina Thi』で監督デビューし、2007年に『Johnny Gaddaar』、2018年に監督した『盲目のメロディ〜インド式殺人狂騒曲〜』ではフィルムフェア賞 審査員選出作品賞を受賞している。カウティク国際学生映画祭の諮問委員を務めている。

## 生い立ち
ムンバイのタミル人家庭の出身で、父親は植物学者だった。シュリラームはプネーの聖ヴィンセント高校を卒業後、ファーガソン大学に進学して経済学を専攻した。大学卒業後、シュリラームはスターダスト誌でジャーナリストとして働き、トレード・ガイド誌で1年間働いた後にムクル・S・アーナンドのアシスタントとして映画業界に進んだ。映画製作に興味を抱いたシュリラームはインド映画テレビ研究所に進学して映像技術を学んだ。同期生にはラージクマール・ヒラーニがいる。

## キャリア
1987年にインド映画テレビ研究所を卒業したシュリラームは1990年にムンバイに帰郷し、1991年にラグビール・ヤーダヴと共に短編ドキュメンタリー映画『Raman Raghav』を製作した。その後は『CID』『Aahat』の脚本を執筆し、『First Kill』の脚本を執筆した際にアヌラーグ・カシャップを介してラーム・ゴーパール・ヴァルマと知り合った。ラームはアヌラーグから渡された『Raman Raghav』を鑑賞してシュリラームの能力を評価し、自身がプロデュースする『Ek Hasina Thi』の監督にシュリラームを起用した。2007年にニール・ニティン・ムケーシュを主役に起用した『Johnny Gaddaar』を監督した。同作は興行的には失敗したものの、批評家からは高い評価を得た。
2012年に『エージェント・ヴィノッド 最強のスパイ』を監督し、サイーフ・アリー・カーン、カリーナ・カプールが出演した。2015年に『復讐の町』を監督し、ヴァルン・ダワン、ナワーズッディーン・シッディーキー、フマー・クレイシー、ヤミー・ガウタム、ディヴィヤ・ダッタが出演した。2018年に『盲目のメロディ〜インド式殺人狂騒曲〜』を監督し、アーユシュマーン・クラーナー、タッブー、ラーディカー・アープテーが出演している。

## フィルモグラフィー
- Ek Hasina Thi（2004年） - 監督、脚本
- Johnny Gaddaar（2007年） - 監督、脚本
- エージェント・ヴィノッド 最強のスパイ（2012年） - 監督、脚本
- 復讐の町（2015年） - 監督、脚本
- 盲目のメロディ〜インド式殺人狂騒曲〜（2018年） - 監督、脚本